# Abena Busia

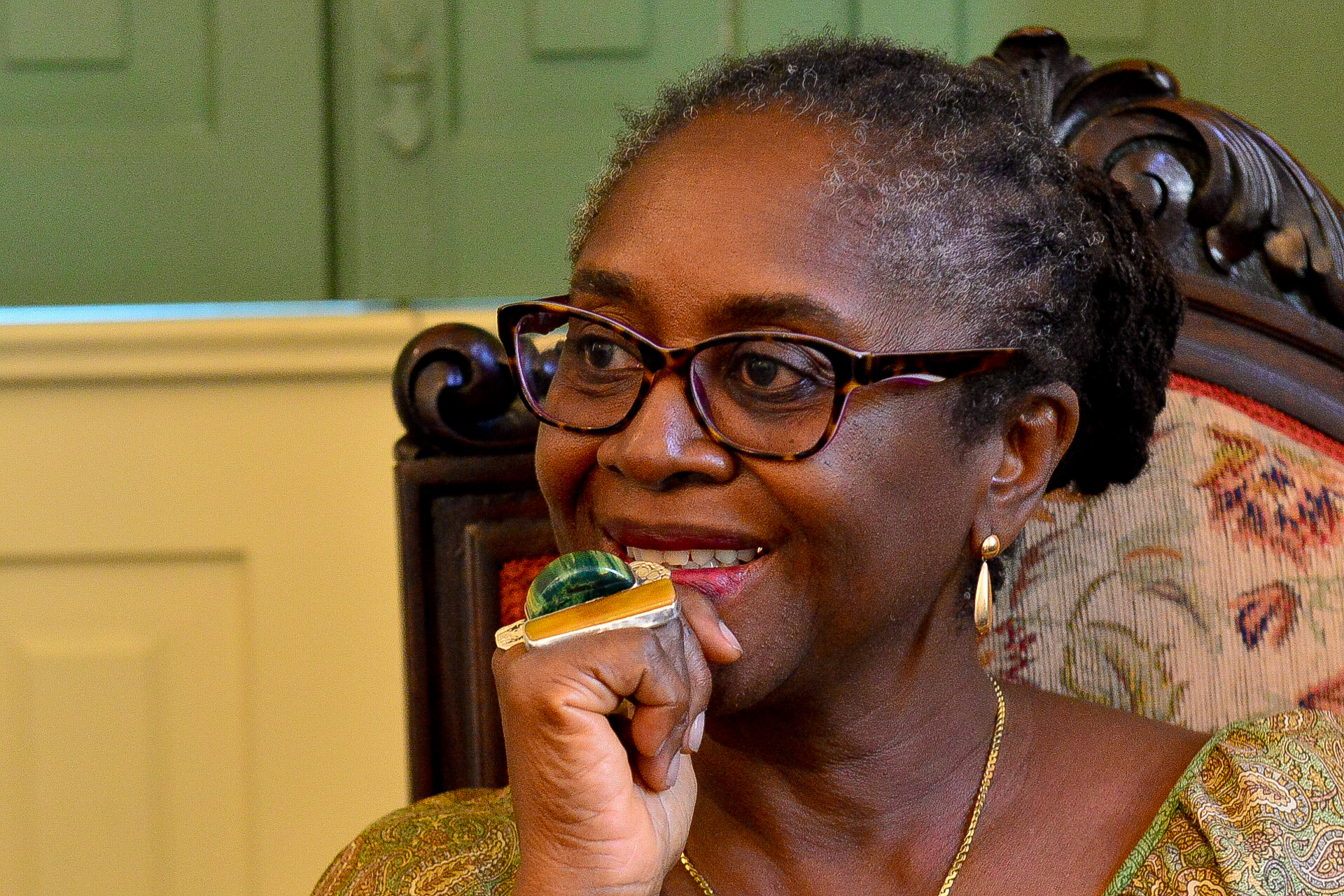
Abena Busia

Abena Busia (* 28. April 1953) ist eine ghanaische Schriftstellerin, Verfasserin von Kurzgeschichten und Feministin. Sie ist Associate Professor an der Fakultät für Englische Literatur an der Rutgers University in New Jersey (USA) und Co-Director des Projektes Women Writing Africa, mit einer feministischen Grundrichtung. An der Rutgers-Universität gilt sie als Spezialistin für afrikanisch-amerikanische Literatur und Literatur der afrikanischen Diaspora.
Busia hat in Oxford, Großbritannien ihre Ausbildung und ihren Universitätsabschluss gemacht.
Sie wurde in die Anthologie Daughters of Africa aufgenommen, die 1992 von Margaret Busby in London und New York herausgegeben wurde.

## Familie
Abena Busia ist die Schwester der bekannten Schriftstellerin Akosua Busia und Tochter des ehemaligen Premierministers von Ghana Kofi Abrefa Busia.

## Bibliographie
- Theorizing Black Feminisms. 1993